# Basil Brown
Basil John Wait Brown (22 de enero de 1888-12 de marzo de 1977) fue un arqueólogo y astrónomo autodidacta inglés que en 1939 descubrió y excavó un barco funerario anglosajón del siglo VII en Sutton Hoo en «uno de los descubrimientos arqueológicos más importantes de todos los tiempos». Aunque Brown se describía como un arqueólogo aficionado, su carrera como empleado de excavación remunerado para un museo provincial duró más de treinta años.

## Primeros años
Basil Brown nació en 1888 en Bucklesham, al este de Ipswich, hijo de George Brown (1863-1932) y Charlotte Wait (c. 1854-1931), hija de John Wait, de Great Barrington, Gloucestershire. Su padre era agricultor, carretero y agente de la Royal Insurance Company. Poco después de su nacimiento, los Brown se trasladaron a Church Farm, cerca de Rickinghall, donde su padre comenzó a trabajar como agricultor arrendatario. Desde los cinco años, Basil estudió los textos de astronomía que había heredado de su abuelo. Más tarde asistió a la escuela de Rickinghall y también recibió clases particulares. Desde muy joven se le podía encontrar cavando en los campos. A los 12 años dejó la escuela para trabajar en la granja de su padre.
Asistiendo a clases nocturnas, Brown obtuvo un certificado de dibujo en 1902. En 1907 obtuvo diplomas con distinción en astronomía, geografía y geología gracias a los estudios realizados en el colegio por correspondencia Harmsworth Self-Educator. Utilizando libros de texto y emisiones de radio, Brown aprendió por su cuenta latín y francés, al tiempo que adquiría algunos conocimientos de griego, alemán y español. Aunque fue declarado médicamente no apto para el servicio de guerra al estallar la Primera Guerra Mundial, Brown sirvió como voluntario en el Royal Army Medical Corps de Suffolk desde el 16 de octubre de 1918 hasta el 31 de octubre de 1919. El 27 de junio de 1923, Brown se casó con Dorothy May Oldfield (1897-1983), empleada doméstica e hija de Robert John Oldfield, que trabajaba como carpintero jefe en Wramplingham. Basil y May vivieron y trabajaron en la granja de su padre incluso después de la muerte de George Brown, y May asumió la responsabilidad de una lechería. Se esforzaron por ganarse la vida, en parte por la preocupación de Brown por la astronomía, y en parte por el pequeño tamaño de la granja.
En 1934 la pequeña explotación se había vuelto tan inviable que Brown la abandonó. En agosto de 1935, él y May alquilaron una casa de campo llamada Cambria en The Street, Rickinghall, donde vivieron hasta su muerte, tras haberla comprado en la década de 1950.

## Trabajos de astronomía
El 27 de noviembre de 1918, Brown se unió a la British Astronomical Association (BAA) por invitación de William Frederick Denning y Alice Grace Cook. Brown observó las etapas finales del tránsito de Mercurio a primera hora de la mañana del 7 de mayo de 1924 con un telescopio de 2" (50 mm) de apertura. Ese mismo año publicó artículos sobre cartografía y catalogación astronómica en la revista The English Mechanic and World of Science. Con motivo del centenario de la muerte de Stephen Groombridge, Brown publicó un artículo sobre él en la revista de la BAA en 1932. También en ese año apareció la obra de Brown Astronomical Atlases, Maps and Charts: An Historical and General Guide, en la que había estado trabajando desde 1928. Brown también observó meteoroides, la aurora y la luz zodiacal para la BAA.  Sin embargo, en 1934, la difícil situación económica de Brown le obligó a dejar de ser miembro. Los Astronomical Atlases gozaron de suficiente popularidad como para ser reimpresos en 1968, y su editor los describió como «un hueco inexplicable en la literatura».

## Primeros trabajos arqueológicos
En su tiempo libre, Brown investigó la campiña del norte de Suffolk en busca de restos romanos. Intrigado por la alineación de los sitios antiguos, utilizó una brújula y medidas para descubrir ocho edificios medievales (uno en Burgate, donde había nacido su padre), identificó asentamientos romanos y trazó antiguas carreteras.
Sus investigaciones sobre las alfarerías industriales romanas condujeron en 1934 al descubrimiento, excavación y traslado con éxito al Museo de Ipswich en 1935 de un horno romano en Wattisfield. De este modo, Brown conoció a Guy Maynard, conservador del Museo (de 1920 a 1952) y a H. A. Harris, secretario del Suffolk Institute of Archaeology. Solicitó a Maynard trabajar para el museo de forma contractual. Su primer contrato con el Museo y el Suffolk Institute fue por trece semanas de trabajo en 1935 en Stuston y en Stanton Chare a dos libras por semana. En este último lugar, Brown descubrió una villa romana, lo que dio lugar a excavaciones que se extendieron durante tres temporadas de unas treinta semanas entre 1936 y 1938 (hasta 1939, según Maynard). El trabajo arqueológico empezó a proporcionarle unos ingresos semiregulares, pero con un salario inferior, de una libra y diez chelines a la semana, menos que el salario mínimo agrícola, por lo que tuvo que seguir trabajando como agente de seguros. También se incorporó a la policía como agente especial.

## Excavaciones en Sutton Hoo

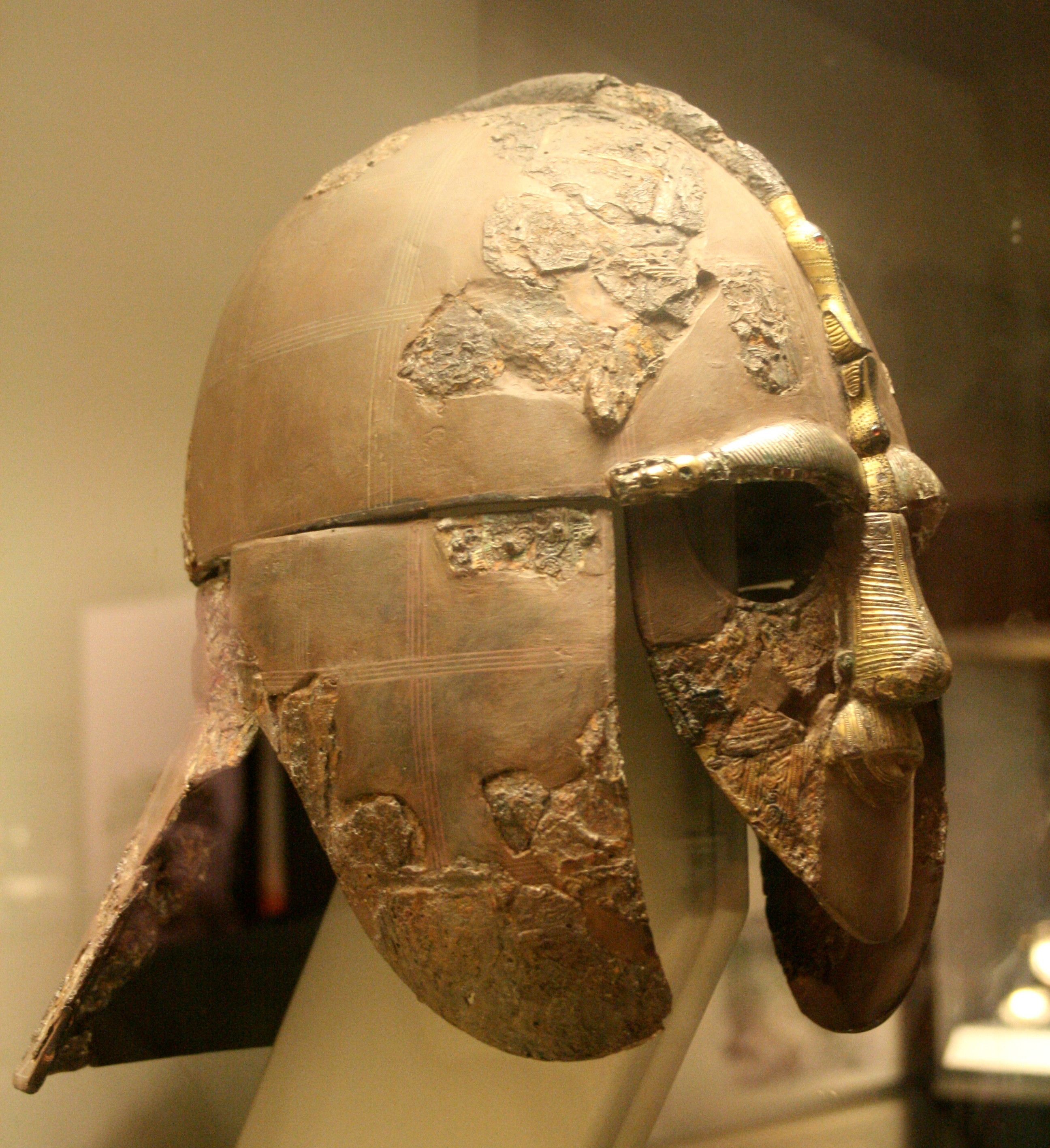
El casco de Sutton Hoo descubierto por las excavaciones de Brown

La terrateniente Edith May Pretty (1883-1942) sentía curiosidad por el contenido de unos dieciocho montículos antiguos en su finca de Sutton Hoo, en el sureste de Suffolk. En una fête celebrada en 1937 en la cercana localidad de Woodbridge, Pretty habló de la posibilidad de abrirlos con Vincent B. Redstone, miembro de varias sociedades históricas y arqueológicas. Redstone invitó al conservador del Ipswich Corporation Museum, Guy Maynard, a una reunión con Pretty en julio de 1937, y Maynard ofreció los servicios de Brown como excavador.
La granja de Sutton Hoo debe su nombre en parte a la parroquia circundante de Sutton y a su pueblo, donde vivían 77 hogares en 1086. Sutton es un sustantivo compuesto formado por el inglés antiguo sut (sur) y tun (asentamiento cerrado o granja). La granja y sus montículos aparecen en los mapas al menos desde 1601, cuando John Norden la incluyó en su estudio de las propiedades de Michael Stanhope entre Woodbridge y Aldeburgh. En el siglo XIX (entre 1834 y 1865), el terreno se conocía como Hows, Hough, Howe y, finalmente, Hoo Farm. Hoo significa probablemente «colina», un lugar elevado con forma de talón, del inglés antiguo hóh o hó (similar al alemán hohe), que a veces se asocia con un lugar de enterramiento.

### Junio a agosto de 1938
Maynard liberó a Brown de su empleo en el Museo de Ipswich para los meses de junio a agosto de 1938, durante los cuales Pretty le pagó 30 chelines a la semana. Al llegar el 20 de junio, Brown se alojó durante ese tiempo con el chófer de Pretty, en Tranmer House, entonces llamada Sutton Hoo House. Llevó consigo libros que abarcaban desde la Edad de Bronce hasta el periodo anglosajón y algunos informes de excavación. Dado el límite de tiempo propuesto de dos semanas, Brown decidió copiar los métodos de excavación de zanjas cruzadas utilizados en 1934 en las excavaciones de los montículos de la Edad del Hierro en Warborough Hill, en Norfolk, donde se habían aplicado limitaciones de tiempo similares.
Con la ayuda de los trabajadores de Pretty, Brown excavó tres montículos, descubriendo que eran lugares de enterramiento que mostraban signos de robo durante el periodo medieval.

Mapa de Sutton Hoo, destacando en rojo el montículo donde se encontró el barco

Brown abordó primero lo que más tarde se identificó como el Montículo 3. Al principio no encontró nada, pero las pruebas sugerían que se había excavado una zona en forma de cuenco debajo. Siguiendo la recomendación de Maynard, Brown removió la tierra y encontró un «depósito de tumbas», desplazado del centro del montículo. Su ubicación se debió quizás a la deformación de la forma del montículo a lo largo del tiempo, o a la eliminación de parte de su material. Se encontró cerámica sajona primitiva, sobre un objeto estrecho de 1,80 metros de largo parecido a una bandeja de madera, «una mera película de fibras de madera podrida», además de un hacha de hierro que Maynard consideró más tarde vikinga («escandinava»). Pretty decidió abrir otros montículos, y se eligieron dos.
En lo que más tarde se conoció como Montículo 2, Brown utilizó el rumbo este-oeste de la bandeja excavada encontrada en el Montículo 3 para alinear una zanja de 6 pies de ancho. Desde el exterior del perímetro del montículo, comenzó a excavar a lo largo de la antigua superficie del suelo hacia el montículo el 7 de julio de 1938. Se descubrió un remache de barco, junto con fragmentos de cerámica de la Edad de Bronce y una cuenta. El 11 de julio, Brown encontró más remaches de barco y pidió al Museo de Ipswich que le enviara material sobre el barco funerario de Snape, excavado entre 1862 y 1863. Pretty escribió para concertar una cita para Brown con el conservador del Museo de Aldeburgh, donde se encontraban los artefactos de la excavación de Snape. Maynard le envió un dibujo que llegó el 15 de julio y que mostraba el patrón de los remaches del barco de Snape. El 20 de julio, el chófer de Pretty llevó a Brown a Aldeburgh, donde encontró que los remaches de Sutton Hoo eran muy similares a los de Snape. De vuelta a Sutton Hoo, se descubrió la forma de un barco con un solo extremo puntiagudo. Parecía haber sido cortado por la mitad, con una mitad posiblemente utilizada como cubierta sobre la otra mitad. Las pruebas sugerían que el yacimiento había sido saqueado, ya que faltaba la mitad superior. Se encontraron indicios de una cremación, junto con un umbo de escudo chapado en oro y fragmentos de vidrio.
Brown excavó lo que más tarde se llamó Montículo 4, que descubrió que había sido completamente vaciado de pruebas arqueológicas por ladrones.
En agosto de 1938, Brown volvió a trabajar para el Museo de Ipswich, regresando a la excavación de Stanton Chare. Mientras tanto, Maynard escribió al Museo manés para saber más sobre los enterramientos de barcos.

### Mayo a agosto de 1939

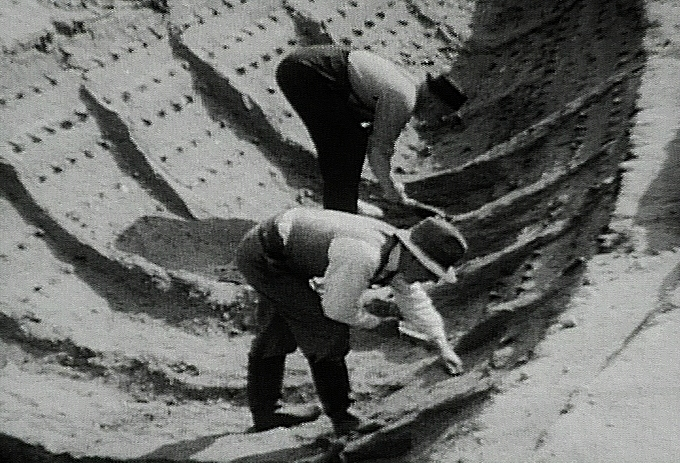
Basil Brown (en primer plano) y el teniente comandante J.K.D. Hutchison excavando en Sutton Hoo en 1939

A petición de Maynard, debido a su curiosidad por el hacha, Brown volvió a trabajar para Pretty durante una segunda temporada. El 8 de mayo de 1939 comenzó a excavar el Montículo 1, el más grande, ayudado, por instrucciones de Pretty, por el jardinero John Jacobs y el guarda William Spooner.
Al igual que antes, Brown utilizó el rumbo seguido en el montículo final para iniciar una estrecha zanja piloto fuera del montículo. El 11 de mayo descubrió remaches de hierro similares pero más grandes que los encontrados en el segundo montículo, lo que sugería que se trataba de un barco de vela aún más grande que el encontrado anteriormente. Brown se dirigió a Ipswich para informar del hallazgo a Maynard, quien le aconsejó que procediera con cuidado al descubrir la impresión del barco y sus remaches. Brown no solo descubrió la impresión dejada en el suelo arenoso por un barco de 27 metros de largo del siglo VII, sino también pruebas de que los ladrones se habían detenido antes de llegar al nivel de un depósito funerario. Basándose en el conocimiento de los enterramientos de barcos en Noruega, Brown y Maynard conjeturaron que un techo había cubierto la cámara funeraria. Al darse cuenta de la grandeza potencial del hallazgo, Maynard recomendó a Pretty que se dirigiera al Departamento de Antigüedades Británicas del Museo Británico. Pretty se mostró reticente ante la posible suspensión indefinida de la excavación que podría producirse, pero ni Brown ni Maynard estaban dispuestos a continuar. Maynard pensó que el barco era un cenotafio, ya que no se encontró ninguna evidencia de un cuerpo, posición que seguía manteniendo en 1963.
Charles Phillips, miembro del Selwyn College de Cambridge, se enteró de los rumores sobre la excavación durante una visita de su universidad al Museo de Arqueología y Antropología en Downing Street, Cambridge, y de las investigaciones realizadas en el Museo manés sobre los enterramientos de barcos vikingos. Concertó un encuentro con Maynard y el 6 de junio se dirigieron a Sutton Hoo desde Ipswich para visitar el yacimiento. Phillips sugirió que se llamara por teléfono al Museo Británico y al Departamento de Monumentos Antiguos del Ministerio de Obras Públicas para informarles.
Una reunión convocada en Sutton Hoo por representantes del Museo Británico, la Oficina de Obras, la Universidad de Cambridge, el Museo de Ipswich y el Instituto de Suffolk tres días después, dio a Phillips el control de las excavaciones, que comenzaron en julio. A Brown se le permitió continuar, y descubrió la cámara funeraria el 14 de junio, seguida más tarde por la popa del barco. En 1940, Thomas Kendrick, del Departamento de Antigüedades Británicas y Medievales del Museo Británico, sugirió que el lugar de enterramiento era el de Redvaldo de Estanglia.
Tras instalarse en el Hotel Bull de Woodbridge el 8 de julio, Phillips se hizo cargo de las excavaciones el 11 de julio. Contratado por la Oficina de Obras, convocó a un equipo que incluía a William Francis Grimes, Osbert Guy Stanhope Crawford y Stuart y Peggy Piggot. El 21 de julio Peggy Piggot descubrió los primeros indicios de lo que más tarde resultaron ser 263 piezas. Phillips y Maynard tuvieron diferencias de opinión, lo que llevó a Phillips a excluir al Museo de Ipswich. La prensa se enteró de la importancia del hallazgo el 28 de julio.
Brown continuó trabajando en el sitio de acuerdo con su contrato con Pretty, aunque excluido de la excavación de la cámara funeraria que había localizado.
El 14 de agosto, Brown testificó en una investigación sobre el tesoro que decidió que los hallazgos, transportados a Londres para su custodia debido a la amenaza de la guerra y ocultados bajo tierra en la estación de metro de Aldwych, pertenecían a Pretty. En colaboración con un trabajador agrícola, Brown se encargó de cubrir con arpillera y helechos el lugar donde se había excavado el barco.
Brown volvió a su trabajo en Stanton Chare a finales de 1939.

## Después de Sutton Hoo

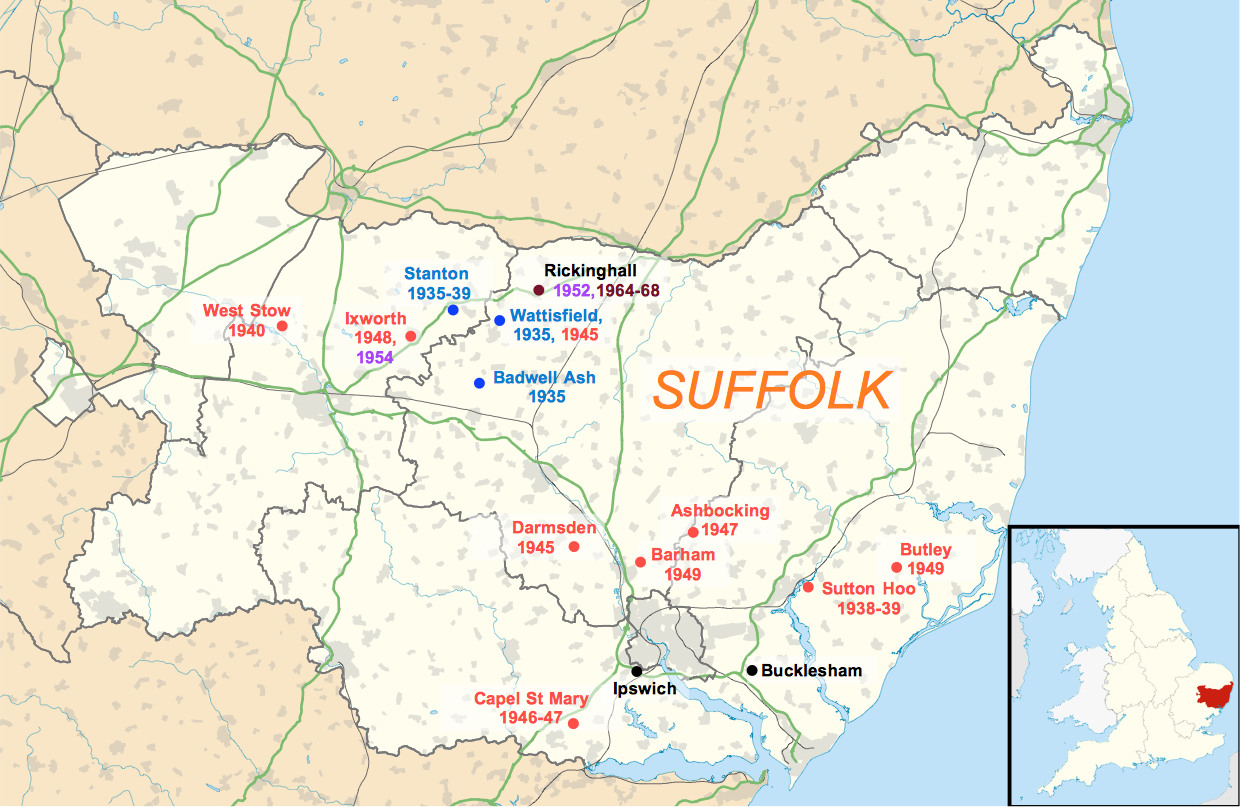
Sitios de Suffolk donde Brown realizó excavaciones entre 1935 y 1968

Durante la Segunda Guerra Mundial, Brown realizó algunas tareas arqueológicas para el Museo de Ipswich, pero se dedicó principalmente a trabajos de defensa civil en Suffolk. Sirvió en los Institutos de la Marina, el Ejército y la Fuerza Aérea y en el puesto del Royal Observer Corps en Micklewood Green.
Después de la guerra, Brown volvió a trabajar en el Museo de Ipswich, nominalmente como asistente, pero con tareas arqueológicas externas. Se unió a la Sociedad de Historia Natural de Ipswich y del Distrito y luego a la Sociedad Astronómica del Distrito (1950-1957) cuando esta se separó de su organismo matriz. En 1952 emprendió excavaciones en Rickinghall que descubrieron una capilla de la Virgen, desaparecida hace tiempo, en la Iglesia Superior y una pila bautismal normanda en la Iglesia Inferior. Hasta la década de 1960 continuó con el estudio sistemático de los restos arqueológicos de Suffolk, yendo en bicicleta a todas partes y elaborando un registro extremadamente copioso (aunque a veces indescifrable) de información al respecto. En 1961, Brown se retiró del Museo de Ipswich, pero siguió realizando excavaciones en Broom Hills, en Rickinghall, entre 1964 y 1968. Descubrió pruebas de la presencia neolítica, de la ocupación romana y del emplazamiento de la casa de un noble sajón.

## Fallecimiento
En 1965, durante las excavaciones de Broom Hills, Brown sufrió una apoplejía o un ataque al corazón, lo que puso fin a su participación activa en las excavaciones arqueológicas. Murió el 12 de marzo de 1977 de neumonía en su casa Cambria en Rickinghall y fue incinerado en el crematorio de Ipswich el 17 de marzo.

## Legado y valoración
El aprecio que se tenía a Brown queda patente en los esfuerzos realizados por los miembros del Instituto de Suffolk para proporcionarle una pensión. El estudioso de Sutton Hoo Rupert Bruce-Mitford consiguió que Brown recibiera una pensión de la lista civil de 250 libras en 1966. Aunque nunca publicó material sobre su trabajo arqueológico como autor único, sus cuadernos meticulosamente guardados, que incluyen fotografías, planos y dibujos, se conservan ahora en el Servicio Arqueológico del Consejo del Condado de Suffolk y en la Oficina de Registros de Ipswich. A partir de ellos se elaboró el registro de lugares y monumentos del Condado de Suffolk, que constituye la base del registro actual. Animó a grupos de niños a trabajar en sus yacimientos, e introdujo a toda una generación de jóvenes en los procesos de la arqueología y en la fascinación de lo que había bajo los campos arados del condado.
Las contribuciones de Brown a la arqueología fueron reconocidas en 2009 con una placa en la Iglesia Inferior de Rickinghall. Sin embargo, su trabajo en Sutton Hoo sigue siendo poco reconocido. La placa atestigua su estima entre los arqueólogos, historiadores y lugareños de Suffolk. Los objetos encontrados en Sutton Hoo como resultado de sus excavaciones iniciales siguen siendo estudiados con los métodos científicos actuales de vez en cuando en el Museo Británico; el más reciente, aportando información adicional sobre el origen del betún encontrado entre el ajuar funerario. La Sutton Hoo Society creó una conferencia anual en memoria de Basil Brown en su nombre, que apoya la investigación en el lugar del mayor descubrimiento de Brown. Una calle de Rickinghall, el pueblo donde vivía Brown, recibió el nombre de Basil Brown Close.